# اسون رویتر
اسون رویتر (انگلیسی: Sven Reutter؛ زادهٔ ۱۳ اوت ۱۹۹۶) دوچرخه‌سوار اهل آلمان است.